# Llac Clear (Califòrnia)
|  | No s'ha de confondre amb Clearlake (Califòrnia). |

Llac Clear (en anglès: Clear Lake; literalment «Llac Clar») és el llac natural d'aigua dolça més gran que està totalment dins de l'estat estatunidenc de Califòrnia (té la superfície més gran que cap altre llac totalment dins de Califòrnia) i és el desè en capacitat. És localitzat al Comtat de Lake i rep aigua tant de corrents com de fonts a Soda Bay. El seu únic desguàs és Cache Creek. Hi ha una presa a Cache Creek per incrementar la capacitat del llac i per regular desguassos.

## Geologia
El Llac Clear és de 31 km per 13 km al seu punt més ample, amb una superfície de 17.719 hectàrees i capacitat de 1.415 × 10⁹ m³. La profunditat mitjana és de 8,2 m, i la seva màxima és de 18 m. Es troba a 405 m d'altitud i la temperatura mitjana de l'aigua és de 4 °C a l'hivern i 24 °C a l'estiu.
Un dels més antics llacs d'Amèrica del Nord, el Llac Clear va originar-se degut a una falla geològica. El llac se situa en un bloc grandiós de pedra que lentament s'està movent cap a la direcció septentrional, a la mateixa velocitat que el llac s'omple de sediment. D''aquesta manera, l'aigua s'està quedant més o menys a la mateixa profunditat. Exemplars dels sediments del llac, recollides per geòlegs del Servei Geològic dels Estats Units en els anys 1973 i 1980, indicaren que el llac ha existit des de fa com a mínim 480.000 anys. Alguns experts diuen que el Llac Mono, a l'est de la Sierra Nevada a Califòrnia, és més antic que Llac Clear. Tot i així, mentre que la història sedimentària del Llac Clear no és ininterrupida, els sediments del Llac Mono han estat interrupits per erupcions de la Long Valley Caldera i volcans associats.
La geologia del Llac Clear és caòtica, ja que hi ha nombroses falles presents i molts volcans —el més gran essent Mount Konocti— situats a la riba sud del llac.

## Història
Fa milers d'anys el Llac Clear era molt més gran del que és ara, i incloïa els Blue Lakes (al nord-oest de Llac Clear). Erupcions volcàniques i esllavissades subseqüents causaren el canvi de paisatge dramàtic, separant Llac Clear dels Blue Lakes i del seu desguàs històric cap al Russian River.
Hi ha arqueòlegs que creuen que la conca del Llac Clear ha estat ocupada per natius americans per, com a mínim, 11.000 anys. Evidència d'això s'ha trobat al proper Borax Lake i a Rattlesnake Island a la part sud del llac. Peixos abundants i aus feren que el Llac Clear fos un oasi, fet que en comparació originava condicions radicals en les muntanyes del Nord de Califòrnia. L'espècie nativa lavinia exilicauda fou en el passat tan abundant que milions d'aquests obstruïen els corrents en mesos secs. Quan els missioners espanyols arribaren a Califòrnia, trobaren que milers de natius americans vivien en la conca del Llac Clear —principalment els pomo, yuki, wappo i alguns miwok.
Colonitzadors europeus començaren a arribar al voltant del 1845. Freqüentment abusaren i maltractaren als natius pomo. Un dels incidents més notables va ser la massacre de Bloody Island de la primavera del 1850. Un gran nombre de pomo van ser fets esclau i van ser abusats pels colonitzadors Andrew Kelsey —el nom del qual va donar nom al municipi de Kelseyville— i Charles Stone. Finalment els pomo revolataren i mataren a Kelsey i a Stone. Un contingent de l'Exèrcit dels Estats Units sota les comandes del General Nathaniel Lyon van arraconar a 200 pomo en una illa a Llac Clear, i van matar a la majoria —incloses moltes dones i nens. El marcador històric de Bloody Island és a l'autovia California State Route 20, entre Upper Lake i Robinson Rancheria.
Més tard, els pomo van ser forçats a viure en petites «rancherias» deixats de banda pel govern federal. Per la majoria del segle xx, els pocs pomo que quedaven havien de viure en aquestes reserves minúscules en pobresa. Irònicament, avui dia els negocis que més estan creixent al voltant del Comtat de Lake són els casinos operats per quatre rancherias pomo, amb més casinos planejats.
El Llac Clear s'usava com a base perifèrica d'hidroavions de la Naval Air Station Alameda durant la Segona Guerra Mundial i durant els primers anys de la Guerra Freda. Els hidroavions podien amarar al Llac Clear quan les condicions d'aterratge eren insegures a la badia de San Francisco.

## Contaminació de metalls pesants
El llac és molt contaminat de mercuri del proper Sulphur Bank Mercury Mine. La mina propera abandonada va ser declarada un lloc Superfund en la dècada del 1990 i encara està sota neteja. El California Department of Fish and Game avui dia recomana que dones i nens limitin el seu consum de certs peixos del Llac Clear, degut a la presència de metilmercuri en el llac.

## Fauna
La conca del Llac Clear atreu grans quantitats de fauna, com aus aquàtiques, incloent-hi ànecs collverd, aechmophorus occidentalis, fotges, diverses espècies d'oques, àguiles peixateres, charadriinae, mergus i molts altres. També galls dindis, odocoileus hemionus columbianus, opòssums, buteo jamaicensis, aures, ossos rentadors i altres espècies són abundants. De vegades és vista l'espècie en perill d'extinció strix occidentalis caurina. El comtat té una gran població de uapatí, recentment reintroduïts després d'ésser extingits pels humans locals fa una centena d'anys. Una gran colònia de pigarg americans són trobats al canyó de Cache Creek.
En addició als peixos natius lavinia exilicauda (chi en pomo), el llac alberga siluriformes, pomoxis, tortugues i altres espècies de peixos natius, i també perques americanes, truites comunes, i carpes. Les aigües del llac també tenen quantitats de schoenoplectus acutus i altres plantes ripàries comunament vistes en llacs californians, i també les floracions de cianobacteris quan s'acaba l'estiu.
Les escarpades muntanyes litorals a les vores de Llac Clear són cobertes per extensos terrenys amb Arctostaphylos, chaparrals, herbes, arbusts, etc. Arbres comuns inclouen Quercus douglasii, Quercus lobata, Quercus wislizeni, arbutus menziesii, Quercus berberidifolia i, ocasionalment, sequoies i Lithocarpus densiflorus. Hi ha grans terrenys amb Pinus monticola en les elevacions més altes del comtat. La gran forestació i el terreny dur d'aquesta part de Califòrnia ha contribuït perquè no es construïssin grans seccions agrícoles o de cases. A la part nord-est de Mount Konocti hi ha una àrea densament emboscada, que localment és coneguda com a «Black Forest» (bosc negre) perquè mai rep la llum del sol. Aquesta àrea té alguns avets Douglas en les parts més altes.

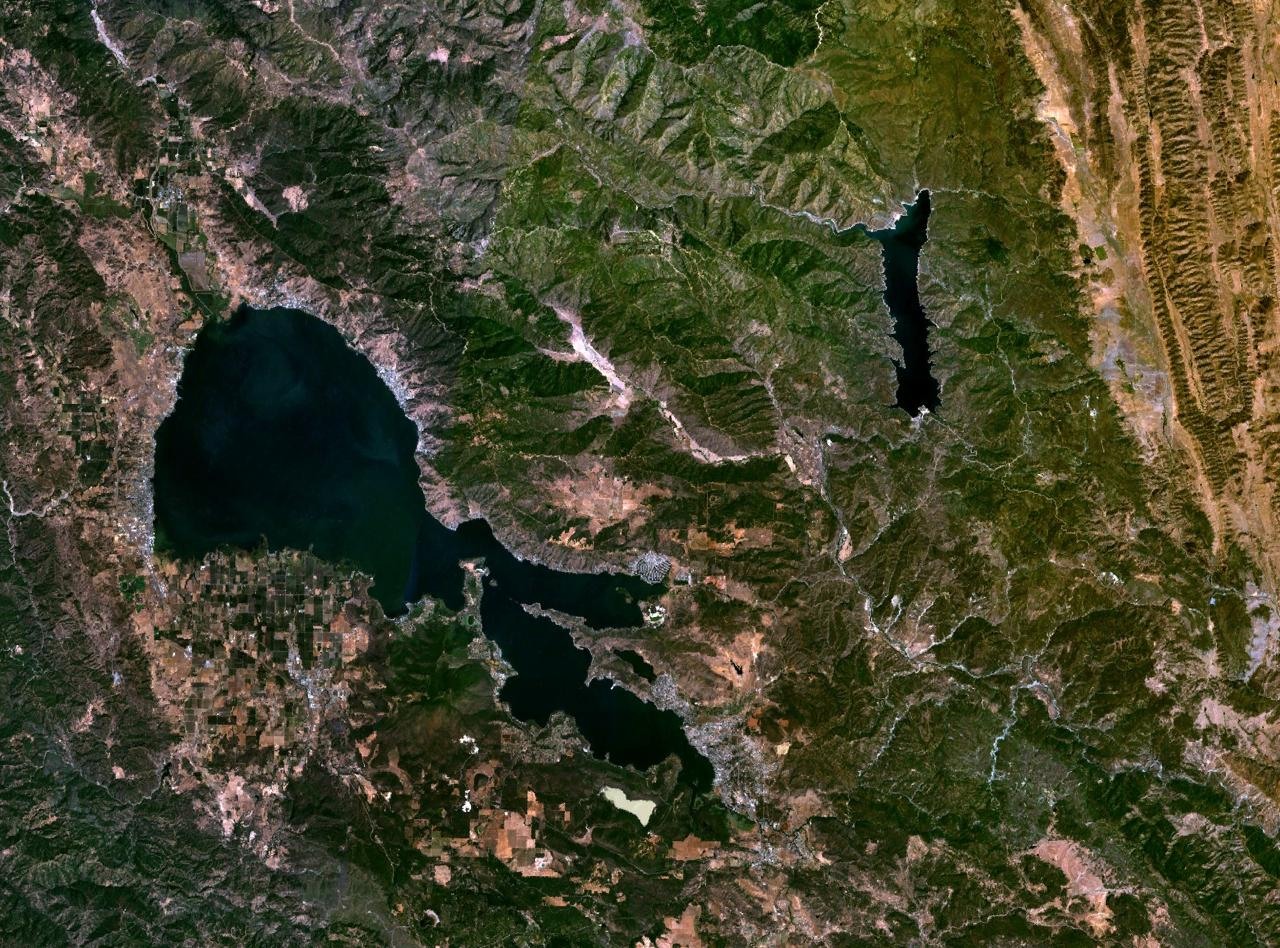
Fotografia de satèl·lit del Llac Clear

A l'entrada de cada autovia cap al Comtat de Lake, hi ha senyals que a persones amb barques a no propagar Hydrilla en els llacs i les aigües del comtat. Esforços extensos han controlat les presències d'hydrilla al llac Clear, tot i que podria tornar al comtat en qualsevol moment.
El llac Clear és popularment conegut per entomòlegs pel mosquit del llac Clear (Chaoborus astictopus) i pels controls d'aquest històricament. Aquesta espècie d'insecte menys fa un quart de polzada i sembla un petit mosquit, però aquest no mossega. El mosquit del Llac Clear neix en qualsevol moment del març al juny, depenent en la meteorologia. Abans de l'ús de pesticides en la dècada del 1940, el mosquit era tan abundant per les vores del llac a l'estiu que grans piles de mosquits morts van aparèixer sota de semàfors, simulant neu bruta. Els eixams de mosquits eren tan gruixuts que la gent conduint a les vores del llac van reportar que paraven cada quart de milla per a netejar els mosquits dels parabrises i llums dels seus cotxes per a poder veure, i vianants lligaven mocadors a les seves cares per a evitar inhalar els mosquits. El 1949, com a part d'un intent de promoure turisme i millorar l'economia local, el diclorodifenildicloroetà (DDD) va ser aplicat al llac en dosis grans per a erradicar els mosquits que feien que els turistes marxessin del llac. El tractament fou un èxit en controlar els mosquits aquell any i per l'any següent també, però el 1953 la població de mosquits «ressuscità», provocant una altra aplicació d'aquest el 1954. L'aplicació final de DDD al Llac Clear fou feta el 1957. Grans nombres d'Aechmophorus occidentalis foren trobats morts, els seus organismes contenien grans concentracions de DDD. Els efectes eren devastants per a l'ecologia local. Del 1962 al 1975 aplicacions més cautes de paratió van ser fetes per a controlar la població de mosquits. Els mosquits encara estan al Llac Clear, però en quantitats molt més petites que en els anys 1940-1970. La població dels mosquits avui en dia és més baixa a causa de les espècies introduïdes, Dorosoma petenense i Menidia beryllina, que competeixen amb els mosquits pel zooplàncton —el que majoritàriament mengen els mosquits del Llac Clear.

## Recreació
Amb més de 160 km de riba, el Llac Clear és un lloc popular per a amants dels esports aquàtics. Pesca, natació, navegació en vela, windsurf, esquí aquàtic, canotatge i navegar amb barques pròpies són totes activitats populars, primàriament a l'estiu. Hi ha 11 rampes de llançament gratuïtes i obertes per al públic. Hi ha individuals que poden llogar barques i altres a partir de negocis per tot el llac.
Hi ha llanxes pesqueres que es poden llogar degut a la gran població de fauna aqüífera. Hi ha nombroses botigues que venen material pesquer i altres facilitats per a la pesca. Nombroses competicions pesqueres i derbis són organitzades durant tot l'any.
Vinyes de l'àrea amb sales de degustació inclouen Guenoc and Langtry Estates Vineyards and Winery, Ployez Winery, Steele Wines i Windhurst Vineyards.

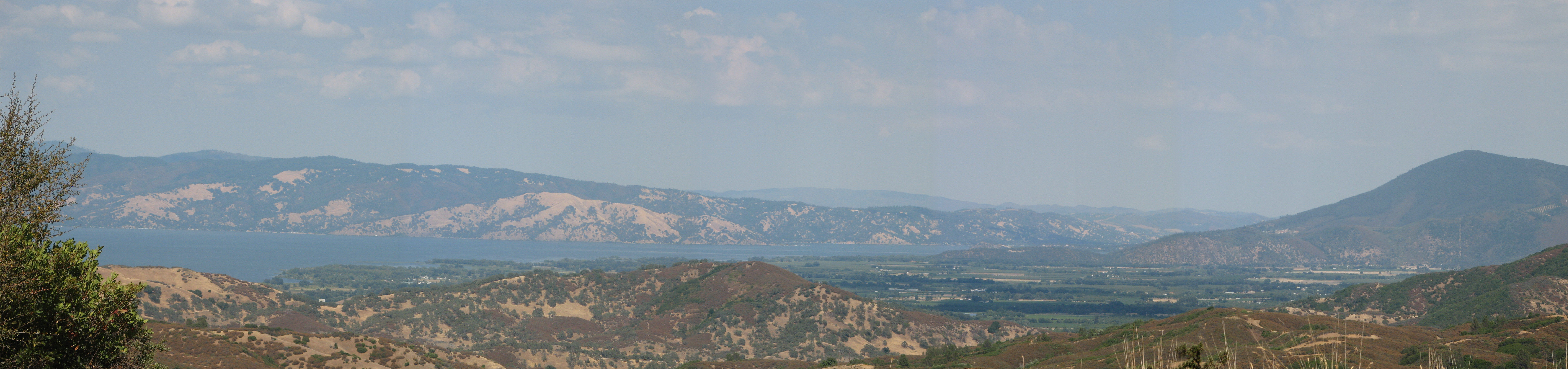
Vista de llac Clear i Mount Konocti des d'una autovia propera